# A&W (Lied)
A&W (Akronym für „American Whore“; englisch für „Amerikanische Hure“) ist ein Lied der US-amerikanischen Popsängerin Lana Del Rey. Das Stück erschien als zweite Singleauskopplung aus ihrem neunten gleichnamigen Studioalbum.

## Entstehung und Artwork
Geschrieben und produziert wurde A&W von der Interpretin selbst, zusammen mit dem US-amerikanischen Musiker und Produzenten Jack Antonoff. Antonoff zeichnete darüber hinaus für die Abmischung, Aufnahme, Instrumentierung und Programmierung verantwortlich. Die Abmischung und Aufnahme erfolgte in Zusammenarbeit mit der in Los Angeles wirkenden Laura Sisk. Bei den Aufnahmesessions standen ihnen als Assistenten Daniel Cayotte, Remy Dumelz, Megan Searl und Jon Sher zur Seite. Als Multiinstrumentalist spielte Antonoff für das Lied Akustikgitarre, Bass-Synthesizer, Glocke, Mellotron, den Moog-Synthesizer, Piano, Schlagzeug und die Synth-Pads ein. Als weiteres Instrument kam ein Glockenspiel zum Einsatz, das von Del Rey gespielt wurde. Das Mastering erfolgte durch Nomograph Mastering, unter der Leitung des irischen Toningenieurs Ruairi O’Flaherty.
Auf dem schwarz-weißen Frontcover der Single ist lediglich Del Rey zu sehen. Sie trägt einen dünnen, hellen Pullover sowie eine Hot Pants. Sie sitzt mit angewinkelten Beinen auf einer Decke, auf dem Rasen einer Parkanlage, während sie den Blick zur Kamera gerichtet hat. Die Fotografie stammt von ihrer Schwester und Fotografin Chuck Grant. Es wurde kein Musikvideo zu A&W gedreht, allerdings veröffentlichte Del Rey am Tag der Singleveröffentlichung ein „Audio“ auf YouTube, in dem das Bild zu sehen ist.

## Veröffentlichung und Promotion
Die Erstveröffentlichung von A&W erfolgte als Single am 14. Februar 2023. Diese erschien als Einzeltrack zum Download und Streaming. In Europa erschien das Lied unter dem Musiklabel Polydor, in den Vereinigten Staaten durch Interscope Records. Der Vertrieb erfolgte durch Universal Music. Am 24. März 2023 erschien A&W als Teil von Del Reys neuntem gleichnamigen Studioalbum.

## Hintergrund
Autor und Produzent Antonoff arbeitet seit 2018 regelmäßig mit Lana Del Rey zusammen. Aus der Zusammenarbeit gingen unter anderem die beiden Alben Norman Fucking Rockwell! (2019) und Chemtrails over the Country Club (2021) hervor. Er selbst gab an, dass die Zusammenarbeit für A&W seine bisher liebste mit Del Rey gewesen sei.

## Inhalt
Bei A&W handelt es sich um eine Anspielung auf die Root-Beer-Marke A&W und steht hierbei als Akronym für „American Whore“. Der Liedtext ist in englischer Sprache verfasst, der Titel bedeutet ins Deutsche übersetzt so viel wie „Amerikanische Hure“. Die Musik und der Text wurden gemeinsam von Jack Antonoff und Lana Del Rey geschrieben beziehungsweise komponiert. Musikalisch handelt es sich hierbei um eine Ballade aus dem Bereich der Popmusik, stilistisch ist es ein Lied mit Psychedelic-Folk- und Trap-Elementen. Das Tempo beträgt 162 Schläge pro Minute. Die Tonart ist B-Dur. Neben dem Hauptgesang von Del Rey, der die Tonarten E3-A5 umfasst, sind im Hintergrund die Stimmen von Del Rey und Dew zu hören.
Das über sieben Minuten lange Lied lässt sich in zwei Abschnitte unterteilen. Der erste Teil ist eher reduziert gehalten, mit Gitarren- und Pianoklängen. Er setzt sich aus drei Strophen und einem Refrain zusammen. Dieser beginnt mit der ersten Strophe, auf die zunächst der sogenannte „Pre-Chorus“ folgt, ehe der eigentliche Refrain einsetzt. Der gleiche Vorgang wiederholt sich mit der zweiten und dritten Strophe, wobei die dritte Strophe, im Vergleich zu den ersten beiden, in einer erweiterten Fassung dargeboten wird. Mit dem dritten Refrain endet der erste Teil, dieser dient zugleich als Überleitung beziehungsweise Intro zum zweiten Teil. Inhaltlich behandelt Del Rey hier die Sehnsucht nach einer verlorenen Kindheit, traumatische Erlebnisse wie ihre toxische Beziehung zu ihrer Mutter sowie den Umgang mit ihrer eigenen Sexualität und Weiblichkeit. In der zweiten Strophe nimmt Del Rey unter anderem Bezug auf das TV-Format Medical Detectives – Geheimnisse der Gerichtsmedizin und den Jugendfilm The Diary of a Teenage Girl.
| „I say I live in Rosemead, really, I’m at the Ramada. It doesn’t really matter, doesn’t really, really matter. Call him up, ‚Come into my bedroom‘. Ended up, we fuck on the hotel floor. It’s not about havin’ someone to love me anymorе. This is the experiеnce of bein’ an American whore.“ – Refrain, Originalauszug | „Ich sage, ich lebe in Rosemead, in Wirklichkeit bin ich im Ramada. Es ist nicht wirklich wichtig, nicht wirklich, wirklich wichtig. Rufe ihn an: "Komm auf mein Zimmer". Am Ende ficken wir auf dem Hotelboden. Es geht nicht mehr darum jemanden zu haben, der mich liebt. Dies ist die Erfahrung eine amerikanische Hure zu sein.“ – Refrain, Übersetzung |

Der zweite Teil verfügt über keinen klassischen Liedaufbau, dieser besteht aus einem Refrain, der immer wieder wiederholt wird. Dieser Teil des Stücks ist geprägt von elektronischen- und verzerrten Synthieklängen. Inhaltlich geht es hier um einen Liebhaber namens „Jimmy“, der sich mehr für Del Reys Drogen als für sie interessiert. Hierin befindet sich unter anderem die Zeile „Jimmy, Jimmy, Cocoa Puff“, eine Anspielung auf die Zeile „Shimmy, Shimmy, Ko-Ko-Bop“ aus dem gleichnamigen Doo-Wop-Titel von Little Anthony & the Imperials (1959). Der Begriff „Cocoa Puff“ entstammt dem „Untergrund-Jargon“ und steht für Kokain, das in Zigarettenschachteln zu erwerben ist. Bei wem es sich um „Jimmy“ handelt, verrät Del Rey nicht. Bereits bei Ultraviolence (2014) erwähnte sie einen „Jimmy“: „Jim told me that, he hit me and it felt like a kiss. Jim brought me back, reminded me of when we were kids“ (englisch für „Jim sagte mir das, er schlug mich und es fühlte sich an wie ein Kuss. Jim brachte mich zurück, erinnerte mich daran, als wir Kinder waren“).
| „Jimmy, Jimmy, cocoa puff, Jimmy, Jimmy, ride. Jimmy, Jimmy, cocoa puff, Jimmy, get me high (oh my god). Love me if you love or not, you can be my light.“ – Refrain, Originalauszug | „Jimmy, Jimmy, cocoa puff, Jimmy, Jimmy, reite Jimmy, Jimmy, cocoa puff, Jimmy, mach mich high (oh mein Gott). Lieb mich, falls du liebst oder eben nicht, du kannst mein Licht sein.“ – Refrain, Übersetzung |

## Mitwirkende
Liedproduktion
- Jack Antonoff: Abmischung, Akustikgitarre, Bass-Synthesizer, Glocke, Komponist, Liedtexter, Mellotron, Moog-Synthesizer, Musikproduzent, Piano, Programmierung, Schlagzeug, Synth-Pads, Tonmeister
- Lana Del Rey: Begleitgesang, Glockenspiel, Komponist, Liedtexter, Musikproduzent
- Sam Dew: Begleitgesang
- Daniel Cayotte: Tonmeister-Assistenz
- Remy Dumelz: Tonmeister-Assistenz
- Ruairi O’Flaherty: Mastering
- Megan Searl: Tonmeister-Assistenz
- Jon Sher: Tonmeister-Assistenz
- Laura Sisk: Abmischung, Tonmeister

| Unternehmen - Interscope Records: Musiklabel - Nomograph Mastering: Tonstudio - Polydor: Musiklabel - Universal Music: Vertrieb | Visualisierung (Cover) - Chuck Grant: Fotograf |

## Rezeption

### Rezensionen
Marie Bruschek von Medien an der Schule ist der Meinung, das Del Rey mit ihrem typischen Stil und Experimentierfreude überzeuge. Sie habe einen bestimmten, eigenen Sound entwickelt, den sie hier weiter ausbaue. Melancholische Balladen gemischt mit ihrer Americana-Ästhetik und Referenzen zur amerikanischen Geschichte sowie toxischen Beziehungen würden zu ihrer Musik gehören, ebenso wie Jack Antonoff als Produzent zu ihr und ihren Kolleginnen im Musikbusiness. Das Intro, gespielt von Klavier und Gitarre, erinnere an Chemtrails over the Country Club und sanfte Folkmusik. Doch im Laufe des Stücks kämen Elektrobeats und Stimmverzerrung hinzu und geben dem Ganzen eine neue Richtung.
Der Musikexpress beschrieb das zweiteilige Stück mit den Worten: „Auf eine gefühlvoll gehauchte, melancholische und sehr typische Lana-Del-Rey-Hälfte folgt ein düsterer, pulsierender textlich eher erratischer Teil, der das Thema dennoch festhält.“
laut.de beschrieb das von Gitarre und Klavier begleitete Intro als nachdenklich. Dieses erwecke zunächst den Eindruck, es handele sich hierbei um einen Folktitel. Im Verlauf des Stücks verfliege dieser Eindruck jedoch schnell, denn das Lied verwandele sich mit Elektrobeats und Stimmverzerrung in eine psychedelische Trap-Nummer.
Felix Eisenreich von Kulturnews beschrieb Del Rey als „Königin des düsteren Glamourpop“, die schon lange nicht mehr in der Position sei, sich markttauglich anbiedern zu müssen, was sie mit A&W beweise. Das Lied markiere erneut eindrucksvoll, wie souverän sie harte und abgründige Themen in eingängigen „Glamourpop“ verwandele. Während die erste Liedhälfte noch in sehr seicht reduzierter Singer-Songwriter-Manier daher komme, würden die letzten drei Minuten überraschen. Hierbei würden Akustikgitarre und Piano einem harten, tanzbaren elektronischen Beat weichen und es beinhalte zudem verzerrte Synthies, auf denen Del Rey wie in einem Mantra von Sex auf Drogen berichtet.
Ben Schiwek vom Diffus beschrieb A&W als experimentelle Natur sowie eine ungewöhnliche Reise durch verschiedenste Stile und prägende Erfahrungen. In der ersten Hälfte werde Del Reys Stimme von Akustikgitarre, Klavier und Hintergrundgesängen begleitet, was sich anfühle, als würde langsam Spannung für ein großes Crescendo aufgebaut werden. Doch ab der dritten Strophe werde das Lied immer ruhiger und drifte in verschwommene, elektronische Gefilde ab.

### Bestenlisten
2023 belegte das Lied unter anderem den ersten Platz der Jahresendlisten des Guardian, NME und Pitchfork.
2024 wurde das Lied von der US-amerikanischen Musikzeitschrift Rolling Stone in die Liste der 500 besten Songs aller Zeiten aufgenommen (Platz 456). Pitchfork wählte das Lied im 5-Jahres-Rückblick zum „bisher besten Song der 2020er Jahre“.

## Kommerzieller Erfolg

### Chartplatzierungen
A&W erreichte erstmals am 24. Februar 2023 auf Rang 41 die britischen Singlecharts, was zugleich die beste Chartnotierung darstellte. In der Folgewoche belegte es noch Rang 58, bevor es zunächst die Charts verließ. Nach der Albumveröffentlichung konnte sich das Lied nochmals zwischen dem 31. März 2023 und 13. April 2023 auf den Rängen 45 und 94 platzieren. Somit platzierte sich A&W vier Wochen in den britischen Charts. In ihrer Heimat den Vereinigten Staaten verfehlte das Lied den Einstieg in die Billboard Hot 100, konnte sich jedoch auf Rang fünf der Bubbling Under Hot 100 Singles sowie Rang zehn der Hot Rock & Alternative Songs platzieren. In den weltweiten Billboard Global 200 erreichte A&W mit Rang 129 seine beste Chartnotierung in der Chartausgabe vom 4. März 2023.
Für Del Rey als Interpretin ist A&W der 34. Charthit im Vereinigten Königreich. In ihrer Autorenfunktion ist es der 31. Charterfolg in den britischen Singlecharts.
| ChartsChartplatzierungen     | Höchstplatzierung | Wochen |
| ---------------------------- | ----------------- | ------ |
| Vereinigtes Königreich (OCC) | 41 (4 Wo.)        | 4      |

### Auszeichnungen für Musikverkäufe
| Land/Region     | Auszeichnungen für Musikverkäufe (Land/Region, Auszeichnung, Verkäufe) | Verkäufe |
| --------------- | ---------------------------------------------------------------------- | -------- |
| Brasilien (PMB) | Platin                                                                 | 40.000   |
| Insgesamt       | 1× Platin ·                                                            | 40.000   |

Hauptartikel: Lana Del Rey/Auszeichnungen für Musikverkäufe